# Aldeia do Bispo, Águas e Aldeia de João Pires
Aldeia do Bispo, Águas e Aldeia de João Pires (oficialmente: União das Freguesias de Aldeia do Bispo, Águas e Aldeia de João Pires) é uma freguesia portuguesa do município de Penamacor, com 32,71 km² de área e 882 habitantes (censo de 2021). A sua densidade populacional é 27 hab./km².

## História
Foi criada aquando da reorganização administrativa de 2012/2013, resultando da agregação das antigas freguesias de Aldeia do Bispo, Águas e Aldeia de João Pires.

## Demografia
A população registada nos censos foi:
| Distribuição da População por Grupos Etários | Distribuição da População por Grupos Etários | Distribuição da População por Grupos Etários | Distribuição da População por Grupos Etários | Distribuição da População por Grupos Etários | Distribuição da População por Grupos Etários |
| -------------------------------------------- | -------------------------------------------- | -------------------------------------------- | -------------------------------------------- | -------------------------------------------- | -------------------------------------------- |
| Antes da agregação                           |                                              |                                              |                                              |                                              |                                              |
| Ano                                          | 0-14 anos                                    | 15-24 anos                                   | 25-64 anos                                   | >= 65 anos                                   | Total                                        |
| 2001                                         | 107                                          | 107                                          | 505                                          | 580                                          | 1299                                         |
| 2011                                         | 80                                           | 79                                           | 499                                          | 513                                          | 1171                                         |
| Após a agregação                             |                                              |                                              |                                              |                                              |                                              |
| Ano                                          | 0-14 anos                                    | 15-24 anos                                   | 25-64 anos                                   | >= 65 anos                                   | Total                                        |
| 2021                                         | 45                                           | 56                                           | 362                                          | 419                                          | 882                                          |